# Nipponomyia mannheimsiana
Nipponomyia mannheimsiana là một loài ruồi trong họ Pediciidae. Chúng phân bố ở vùng Indomalaya.